# Даволи, Нинетто
Нинетто Даволи (итал. Ninetto Davoli, настоящее имя — Джованни Даволи (итал. Giovanni Davoli); род. 11 октября 1948 года, Сан-Пьетро-а-Майда, Калабрия, Италия) — итальянский актёр. Постоянный участник фильмов Пьера Паоло Пазолини. Обычно играл комичные и наивные роли.

## Биография
В 1963 году пятнадцатилетний Нинетто Даволи встретил Пьера Паоло Пазолини, став «великой любовью моей жизни», как говорил о нём кинорежиссёр. Пазолини стал наставником и другом юноши.
Хотя их сексуальные отношения продолжались всего несколько лет, Нинетто продолжал жить с Пазолини и был его постоянным компаньоном, а также появлялся ещё в шести фильмах Пазолини. В 1964 году он сыграл свою первую, небольшую роль без слов в картине режиссёра Пьера Паоло Пазолини «Евангелие от Матфея».
Спустя год Пазолини пригласил молодого актёра уже на главную роль в фильме «Птицы большие и малые» (1966). С этого момента Нинетто Даволи становится любимым актёром Пазолини: он снимается в картинах «Царь Эдип» (1967), «Теорема» (1968), «Свинарник» (1969), «Декамерон» (1971), «Кентерберийские рассказы» (1972), «Цветок тысячи и одной ночи» (1974).
Кроме того, в этот период Нинетто Даволи снимается в картинах других итальянских режиссёров — в драме Бернардо Бертолуччи «Партнёр» (1968), фильмах Серджо Читти «Ostia» (1970), «Storie scellerate» (1973), «Casotto» (1977), фильме Карло Лидзани «Requiescant» (1968), став к середине 1970-х очень популярным киноактёром.
В 1974 году, после выхода эксцентрической комедии Эльдара Рязанова «Невероятные приключения итальянцев в России», где он сыграл глуповатого темпераментного кладоискателя-итальянца Джузеппе, Даволи стал известен в СССР.
В начале 1980-х Нинетто Даволи ещё продолжал сниматься в кино. Среди его работ — роли в фильмах итальянских режиссёров Марко Викарио «Каракулевое пальто» и Витторио Гассмана «Граф Таккья» (1982), венгерского режиссёра Миклоша Янчо «Сердце тирана, или Боккаччо в Венгрии» и других.
После убийства Пьера Паоло Пазолини в ноябре 1975 года Даволи в основном стал сниматься на телевидении.

## Фильмография
- 1964 — Евангелие от Матфея — пастух
- 1966 — Птицы большие и малые
- 1967 — Царь Эдип — Ангелос
- 1967 — Ведьмы — Бачью Мьяо
- 1968 — Каприз по-итальянски (новелла «Что за облака?»)
- 1968 — Теорема — Анджелино
- 1969 — Любовь и ярость — Ричетто
- 1969 — Свинарник — Мараккьоне
- 1970 — История любви и ножей (другое название «История любви и кинжала»)  — Анторио Церино
- 1971 — Декамерон — Андруччо
- 1971 — Кентерберийские рассказы — Перкин
- 1973 — Невероятные приключения итальянцев в России — Джузеппе (озвучивал Михаил Кононов)
- 1974 — Цветок тысяча и одной ночи — Азиз
- 1976 — Аньезе идёт на смерть (Agnese va a morire, реж. Джулиано Монтальдо)
- 1981 — Сердце тирана или Боккаччо в Венгрии
- 1982 — Граф Таккья
- 2014 — Пазолини — Эдуардо Де Филиппо